# 개입단계
개입단계(介入段階, 영어: committed step)는 효소학에서 커밋된 단계 또는 조절의 핵심 즉, 일부 분자의 생합성 동안 분지점에서 발생하는 효과적으로는 돌이킬 수 없는 효소 반응이다. 이름에서 알 수 있듯이 이 단계가 끝나면 분자가 경로에 "커밋"되고 결국에는 경로의 개시적인 생산물이 된다. 첫 번째 커밋된 단계는 반응 또는 경로에서 가장 느린 단계인 속도 결정 단계와 혼동해서는 안된다. 그러나 때로는 첫 번째 커밋된 단계가 실제로 속도 결정 단계인 경우일 수도 있다.

## 브랜치 파이프 라인
개입단계의 분기점은 브렌치 파이프 라인을 결정한다.
|  |

## 같이 보기
- 해당과정
- 시트르산 회로
- β 산화
- 요소 회로
- 바르부르크 대사

## 참고 문헌
- (Nature Review Cancer. 2016 Oct;16(10):635-49.  Epub 2016 Sep 16. - Reprogramming glucose metabolism in cancer: can it be exploited for cancer therapy? , Nissim Hay, PMID: 27634447 PMCID: PMC5516800 DOI: 10.1038/nrc.2016.77 ) https://pubmed.ncbi.nlm.nih.gov/27634447/
- (Nature Review Cancer. 2011 May;11(5):325-37. Epub 2011 Apr 14. - Otto Warburg's contributions to current concepts of cancer metabolism

- Willem H Koppenol , Patricia L Bounds, Chi V Dang,  PMID: 21508971 DOI: 10.1038/nrc3038 ) https://pubmed.ncbi.nlm.nih.gov/21508971/
- (Otto Heinrich Warburg, The  oxygen-transferring  ferment  of  respiration  - Nobel  Lecture,  December  10,  1931)https://www.nobelprize.org/uploads/2018/06/warburg-lecture.pdf